# کراوانتزانا
کراوانتزانا (به ایتالیایی: Cravanzana) یک کومونه در ایتالیا است که در استان کونیو واقع شده‌است.

## خصوصیات
کراوانتزانا ۸٫۲ کیلومترمربع مساحت و ۳۹۴ نفر جمعیت دارد.